# Зенда (Канзас)
Зенда (англ. Zenda) — місто (англ. city) в США, в окрузі Кінгмен штату Канзас. Населення — 72 особи (2020).

## Географія
Зенда розташована за координатами 37°26′41″ пн. ш. 98°16′54″ зх. д. / 37.44472° пн. ш. 98.28167° зх. д. (37.444687, -98.281653).  За даними Бюро перепису населення США в 2010 році місто мало площу 0,59 км², уся площа — суходіл.

## Демографія
Згідно з переписом 2010 року, у місті мешкало 90 осіб у 44 домогосподарствах у складі 24 родин. Густота населення становила 153 особи/км².  Було 55 помешкань (94/км²).
Расовий склад населення:
| - 100,0 % — білих |

До двох чи більше рас належало 0,0 %. Частка іспаномовних становила 7,8 % від усіх жителів.
За віковим діапазоном населення розподілялося таким чином: 15,6 % — особи молодші 18 років, 64,4 % — особи у віці 18—64 років, 20,0 % — особи у віці 65 років та старші. Медіана віку мешканця становила 52,3 року. На 100 осіб жіночої статі у місті припадало 87,5 чоловіків;  на 100 жінок у віці від 18 років та старших — 90,0 чоловіків також старших 18 років.
Середній дохід на одне домашнє господарство  становив 66 600 доларів США (медіана — 61 250), а середній дохід на одну сім'ю — 77 288 доларів (медіана — 70 625). Медіана доходів становила 35 625 доларів для чоловіків та 21 719 доларів для жінок. За межею бідності перебувало 8,2 % осіб, у тому числі 23,5 % дітей у віці до 18 років та 0,0 % осіб у віці 65 років та старших.
Цивільне працевлаштоване населення становило 69 осіб. Основні галузі зайнятості: освіта, охорона здоров'я та соціальна допомога — 20,3 %, оптова торгівля — 15,9 %, виробництво — 15,9 %.